# Shooting Dogs
Shooting Dogs (zu Deutsch etwa „Hunde erschießen“; im Fernsehen auch als Mord unter Zeugen bekannt) ist ein britisch-deutscher Spielfilm aus dem Jahr 2005. Er beschreibt die ersten Tage des Völkermordes in Kigali, Ruanda, beginnend mit dem 7. April 1994, und damit einhergehend das Versagen der Unterstützungsmission der Vereinten Nationen für Ruanda (UNAMIR) – sowie die unrühmliche Rolle des UN-Sicherheitsrates.

## Handlung
Schauplatz des Films ist eine weiterführende Schule der Salesianer Don Boscos in Kigali, die belgischen Soldaten der Vereinten Nationen im Rahmen der UNAMIR-Mission als Basis diente. Der Film schildert in teilweise drastischen Bildern den Völkermord an den Tutsi und den gemäßigten Hutu durch die Hutu-Bevölkerung und Hutu-Milizen, die Interahamwe. Er verschweigt dabei nicht die Beteiligung von Teilen der Regierung Ruandas, diesen Völkermord zu planen. Die Tatenlosigkeit der Blauhelmsoldaten wird in aller Ausführlichkeit dargestellt; sie gipfelte im Abzug der Soldaten, bei dem zirka 2.500 ruandische Bürger, die sich in der Schule in Sicherheit wähnten, den Hutu-Milizen überlassen wurden.
Die Hauptperson, der junge Joe Connor, ist an der weiterführenden Schule (Ecole Technique Officielle) als Lehrer beschäftigt. Dabei lernt er Marie kennen, eine ausgezeichnete Schülerin und begabte Langstreckenläuferin, zu der er sich hingezogen fühlt. Beginnt der Film noch mit der Darstellung einer heilen Welt, in der die Zugehörigkeit der Schüler zur Gruppe der Tutsi oder Hutu keine Rolle spielt, wendet sich das Blatt kurz darauf. Joe findet sich wieder in einer Stadt gefüllt mit mordlüsternen Menschen, die auf brachiale Art mittels Macheten andere Menschen töten. Selbst François, ehemals freundlicher und aufgeschlossener Hilfsarbeiter in der Schule und hutustämmig, gerät in den Sog des Blutrausches. Christopher, der katholische Priester der Schule und Mentor von Joe, begibt sich auf einer riskanten Fahrt in die Stadt, um Medikamente für ein krankes Kind zu holen. Dabei sieht er an den Straßenrändern, in einem Kloster und direkt neben der Apotheke blutüberströmte Leichen liegen. Dies erschüttert ihn zunächst in seinem christlichen Glauben.
Schon kurz nach Beginn der Tötungen quillt die Schule vor Flüchtlingen über. Auch Marie befindet sich unter den Hilfesuchenden. Joe versichert ihr, dass alles gut werde. Vor den Toren der Schule haben sich, von den UN-Soldaten in Schach gehalten, in sicherem Abstand Hunderte von gewaltbereiten Milizen und Hutu versammelt. Ihre andauernden Kampfgesänge sind in der Schule zu hören. Die Angst der Flüchtlinge wird übermächtig und ein Ausbruchsversuch einiger Tutsi aus der Schule von den Milizen entdeckt. Die Tutsi werden vor den Augen der UN-Soldaten und der im Lager verbliebenen Flüchtlinge von den Milizen niedergemacht.
Kurz darauf machen sich streunende Hunde an den Leichen der Ermordeten außerhalb der Schule zu schaffen. Als diese zu einem Hygieneproblem zu werden drohen, beschließt Capitaine Charles Delon die Erschießung der umherstreunenden Hunde. „Warum schießen Sie auf die Hunde, haben die Hunde Sie angegriffen?“, fragt Christopher zynisch den Kommandanten Charles Delon (so kam der Film zu seinem Titel); dieser hatte zuvor erklärt, dass das Mandat der Vereinten Nationen, dem seine Mission unterliege, ein Vorgehen gegen die Milizen außerhalb der Schule nur zugelassen hätte, wenn die Soldaten angegriffen worden wären.
Als kurz darauf französische Soldaten mit zwei Lkw ankommen, um die dort versammelten Europäer und Amerikaner zu evakuieren, bleiben nur Joe und Christopher zusammen mit den belgischen Soldaten bei den Flüchtlingen zurück. Joe muss sein Versprechen Marie gegenüber brechen, da die Soldaten sich weigern, sie an seiner Stelle zu evakuieren. Voller Scham springt er auf den letzten Lastwagen der nun auch abrückenden Belgier und wird so aus der Gefahrenzone gebracht. Kaum sind die letzten UN-Soldaten abgezogen, stürmen die Milizen das Schulgelände, und das Töten beginnt. Christopher hingegen beweist Courage und belädt unmittelbar zuvor den kleinen Laster der Schule mit ein paar Tutsi-Kindern, die er unter einer Plane versteckt. Es gelingt ihm, mit den Kindern die Milizen außerhalb des Lagers zu passieren. Schon kurz darauf wird er aber an einer Straßensperre gestoppt. Es ist Nacht, und als er die Milizen kurz ablenkt, können die Kinder, unter denen auch Marie ist, in die Nacht flüchten. Dabei wird Christopher ermordet. Man sieht Marie, wie sie läuft und läuft, bis es wieder hell wird.
Joe und Marie treffen sich Jahre später in England wieder, wo er mittlerweile als Lehrer arbeitet. Diese Schlussszene kumuliert die Gegenwärtigkeit der unaufgearbeiteten und unvergessenen Schreckenszeit in Ruanda, die verlorene Jugendlichkeit und Unbeschwertheit der aufkeimenden Beziehung von Joe zu Marie sowie den Mut und die Güte der Überlebenden, weiterzumachen.

## Kritiken
- epd Film: „In seinem Film über den Genozid an den Tutsi demontiert Michael Caton-Jones gründlich das westliche Selbstverständnis als Lenker afrikanischer Geschicke. Sein Film ist dramaturgisch konventionell, aber unversöhnlich in seiner Botschaft.“ [1]
- film-dienst: „Der bewegende Film prangert die Unterlassungssünden der Vereinten Nationen in diesem Bürgerkrieg an. Schauspielerisch überzeugend, konzentriert er sich auf die psychologische Ausarbeitung der Charaktere der weißen Protagonisten, wodurch der Völkermord zur Kulisse westlicher Gewissenskonflikte wird.“ [2]

## Hintergrund
Die Geschehnisse in und um die Schule basieren auf historischen Tatsachen. An der Erstellung des Films waren einige Überlebende beteiligt, die seinerzeit von den Soldaten schutzlos in der Don-Bosco-Schule den Hutu-Milizen überlassen wurden. Dies wird in einem bewegenden Abspann deutlich gemacht.
In den Vereinigten Staaten erschien der Film unter dem Titel Beyond the Gates.
Filmstart in den deutschen Kinos im Verleih Timebandits (Barnsteiner) war am 17. Mai 2007.

## Auszeichnungen
- 2006: Norwegischer Friedensfilmpreis beim Tromsø Internasjonale Filmfestival[3]
- 2006: Großer Preis auf dem Heartland Filmfestival